# Institut provincial d'enseignement secondaire de Verviers
L'institut provincial d'enseignement secondaire de Verviers, connu également sous le nom d'IPES Verviers ou encore IPES 2, est un établissement d'enseignement secondaire technique et professionnel de la Province de Liège, situé à Verviers, en Belgique, dans un cadre de verdure, rue Peltzer de Clermont.

## Histoire

### La situation à l'époque
À la fin du siècle dernier, il n'y avait pas à Verviers d'école professionnelle pour jeunes filles.
Constatant l'existence de cette lacune au niveau de l'enseignement féminin, un industriel verviétois, Robert Centner (1833-1911), allait, en 1886, prendre en main les destinées d'un tel enseignement.

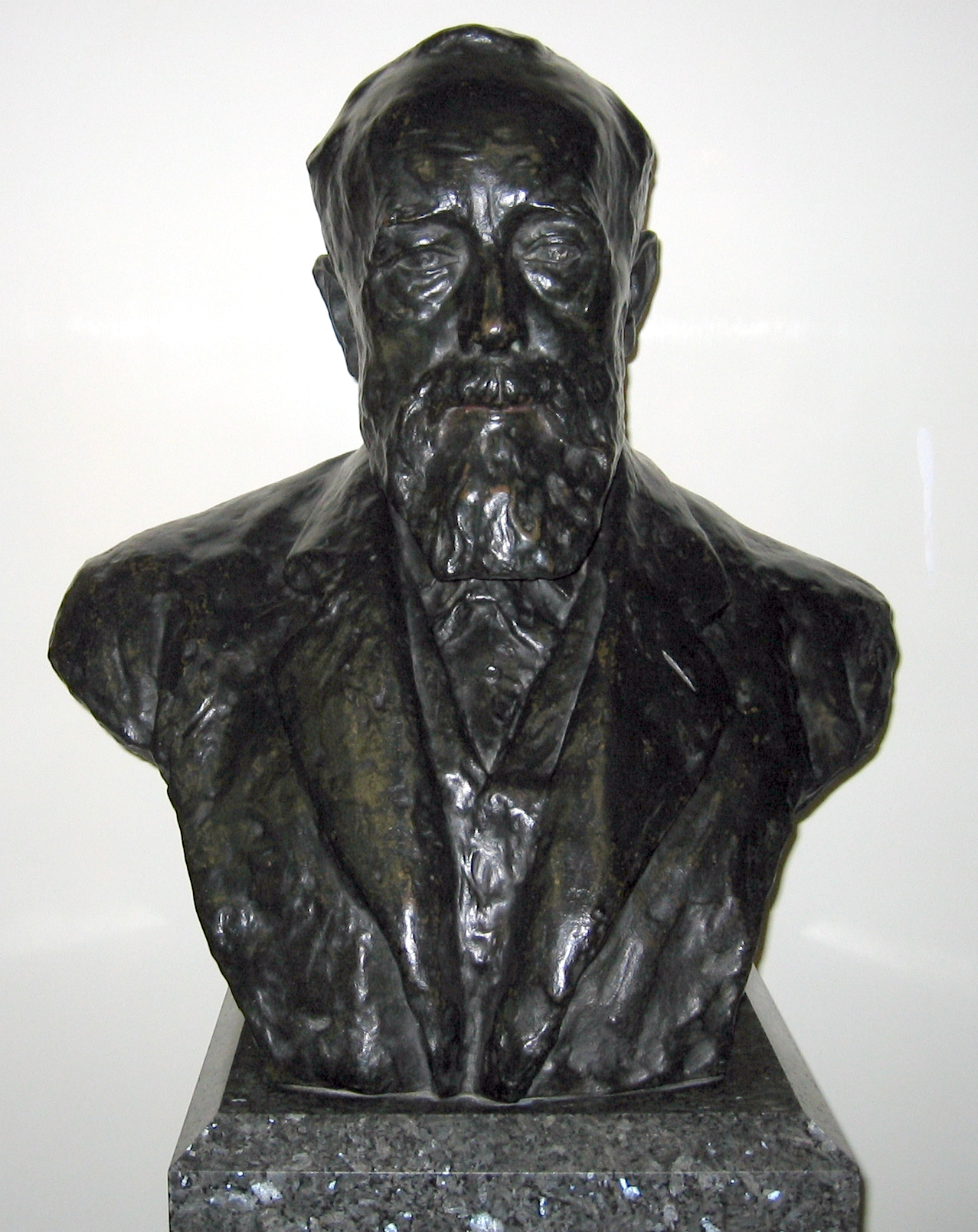
Buste de Robert Centner

Homme d'affaires dynamique, rien de ce qui concernait la vie culturelle de sa région ne le laissait indifférent; déjà en 1870, il avait créé le Cercle d'Études commerciales et deux ans plus tard la Société polyglotte. Cette fois, son but était de créer pour l'agglomération une école professionnelle complète, regroupant dans un seul bâtiment tous les métiers nécessitant une formation professionnelle. Le succès fut immédiat et pendant près de quatorze ans l'école ne cessa de prendre de l'extension avec tous les problèmes que cela suppose: locaux, matériel, nouveaux cours et nouveaux professeurs.

### Les débuts
Au mois d'octobre 1900, la ville de Verviers accepte de prendre à sa charge cette institution dont l'utilité était dorénavant incontestable et incontestée. Le 16 mai 1902 les règlements et programmes sont agréés par le gouvernement et l'école va se développer tant au point de vue des sections nouvelles que de la diversification de la formation dispensée et bien sûr du nombre toujours croissant d'élèves.
Signalons notamment en 1929 la création de la section normale de régente coupe-couture. Les années suivantes seront marquées par les nombreuses pérégrinations de la ville en quête de nouveaux locaux rendus nécessaires par l'augmentation constante du nombre d'élèves fréquentant l'établissement.

#### Le château Peltzer de Clermont

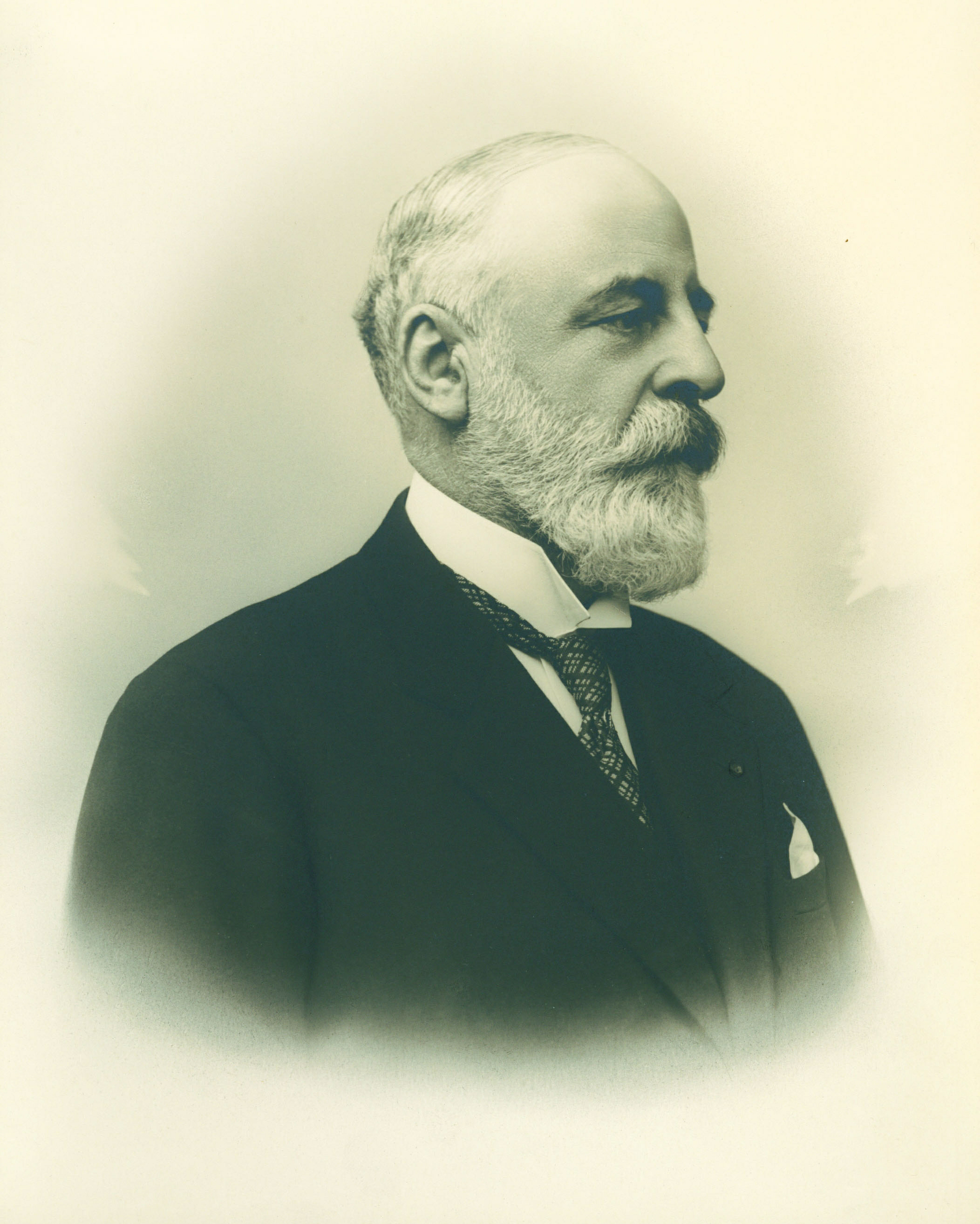
Édouard Peltzer de Clermont

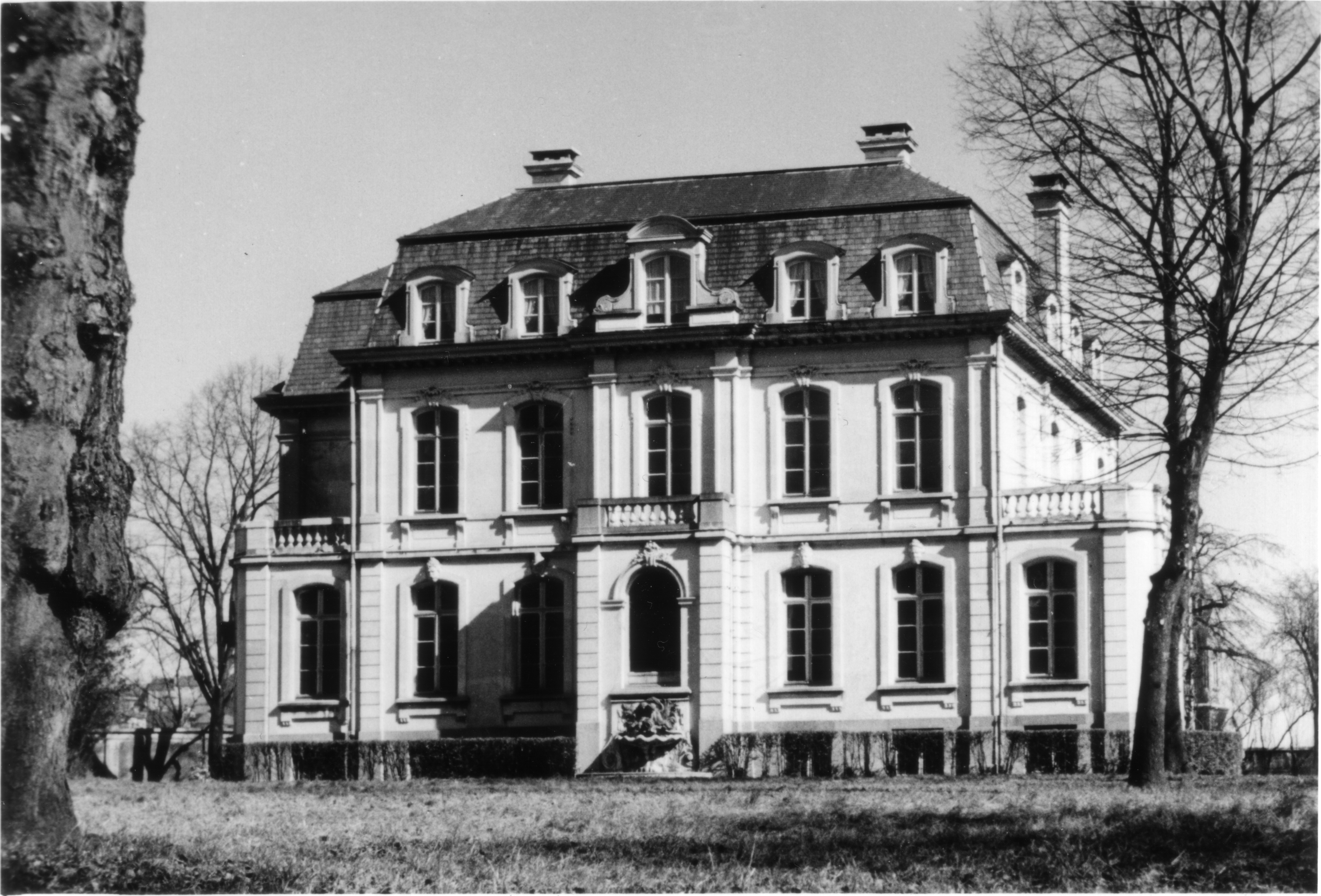
Château Peltzer de Clermont

Le château Peltzer de Clermont était situé dans un parc boisé de 13 000 m2 dans ce qui est maintenant la rue Peltzer de Clermont, appelée à l'époque rue Tranchée, au numéro 104 à Verviers. Il fut construit de 1904 à 1906 sur les plans de l'architecte Auguste-Charles Vivroux (1859-1920) pour le sénateur Édouard Peltzer.
À la mort de sa veuve (née Anne de Clermont), celle-ci légua la propriété à la ville de Verviers, sous condition d'y installer un musée ou une école.

C'est l'Atelier d'apprentissage pour jeunes filles, alors rue Chapuis, qui y est installé en 1940.

Cette école est reprise par la province de Liège en 1948 et fera partie des Écoles Provinciales pour jeunes filles de Verviers, portant maintenant le nom de IPES Verviers.

Ce château, transformé en école, sera démoli en 1963 pour faire place à un grand bâtiment moderne.
Le problème des locaux va encore s'aggraver du fait de la Deuxième Guerre mondiale et notamment par la destruction du siège de l'école (le château Lieutenant, rue de la Concorde) par un bombardement incendiaire le 27 novembre 1941.

#### Après guerre
Quand, en 1945, se termine cette sombre période, les problèmes ne disparaissent pas pour autant mais un espoir renaît qui se concrétisera.

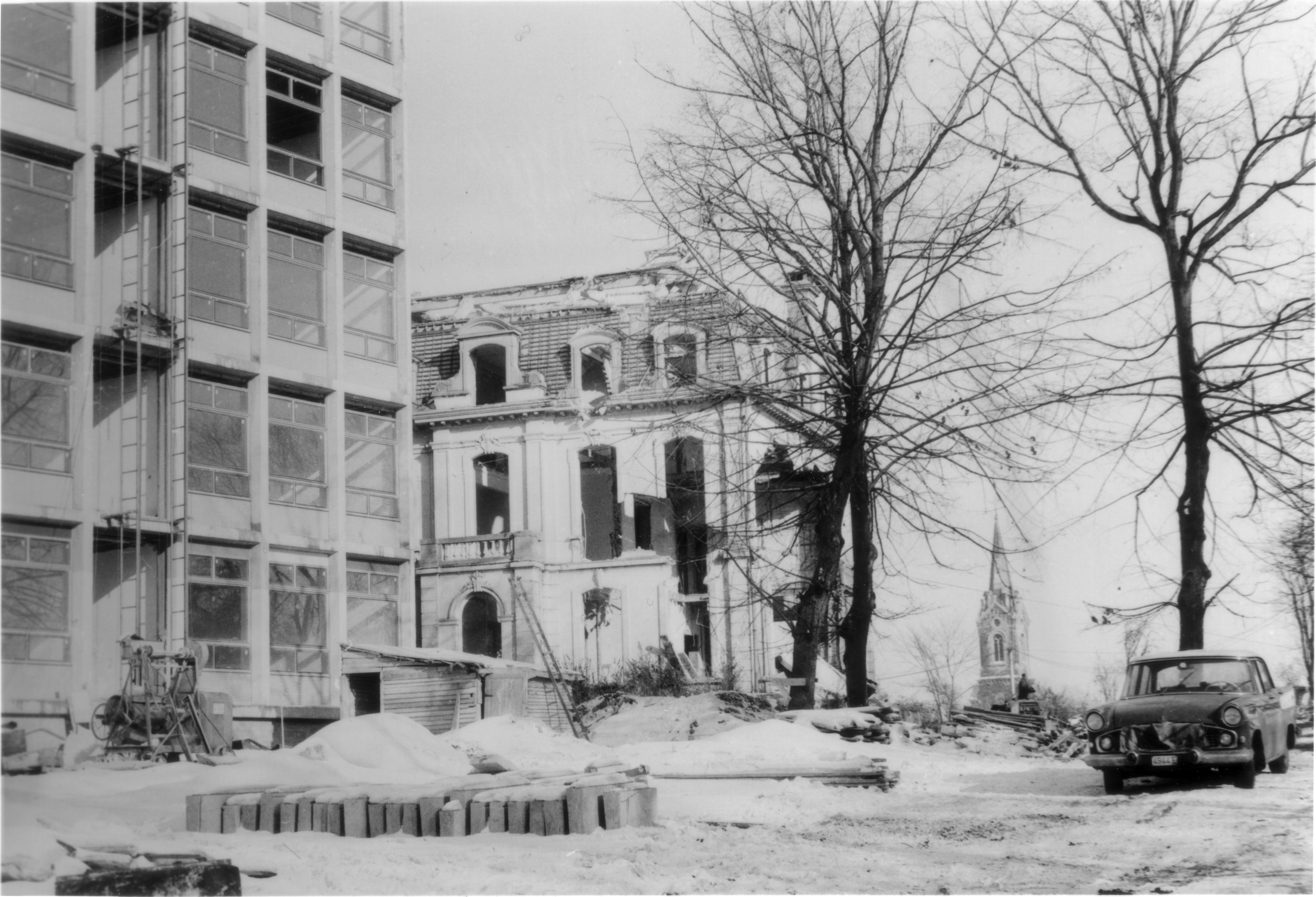
L'IPES Verviers, au début de sa construction

Le 10 novembre 1948 : Reprise de trois écoles de la ville de Verviers à savoir l'école ménagère, l'Atelier d'apprentissage et l'école professionnelle par la Province de Liège et qui porteront le nom d'écoles provinciales de jeunes filles.
Dès lors, on peut envisager un nouveau projet: le rassemblement de toutes les sections dans un nouveau bâtiment. En 1956, les avant-projets de construction sont approuvés par la députation permanente : la nouvelle école sera érigée dans la propriété d'Édouard Peltzer(1859-1934), rue Peltzer de Clermont dans un magnifique parc boisé de 13 000 m2.
Le 18 mars 1961, monsieur Achille Lejeune, député permanent, pose la première pierre du nouvel édifice qui sera officiellement inauguré le 27 mars 1965.

### Son évolution
Septembre 1964 voit l'introduction de la mixité par l'admission des jeunes gens au cycle supérieur section commerce créé cette année-là.
Ouverture en 1966 d'un internat pour jeunes filles qui accueillera jusqu'à 100 pensionnaires en 1986.
En 1971 l'école va franchir le cap des 1000 élèves grâce à son dynamisme et à une formation sans cesse plus diversifiée et mieux adaptée aux réalités économiques contemporaines.
Après 100 années d'existence, en 1986, la population scolaire approche les 1100 élèves parmi lesquels on compte plus de 200 jeunes hommes, près des 2/3 de ces élèves sont inscrits dans les sections de transition avec l'objectif d'entreprendre des études dans l'enseignement supérieur, tandis que l'enseignement professionnel s'oriente vers les activités de services.
Dans les années 1990 la population scolaire diminue en raison de la dénatalité et d'une disqualification de l'opinion publique préjudiciable pour les études qualifiantes.
À la rentrée 1996 l'internat pour jeunes filles est transféré à l'école polytechnique de Verviers (diminution de la population des internes due au rapatriement des soldats belges casernés en Allemagne). Les 3 étages de ce bâtiment après transformations accueillent dès septembre 1997 une partie des cours de la promotion sociale commerciale de la rue de la Station.
Sur la décennie 1997-2007 l'établissement est en pleine mutation, la population scolaire descendue autour des 500 élèves remonte à 700 élèves et se diversifie avec des jeunes issus de 24 nationalités différentes. L'école connait un regain de confiance pour cette forme d'enseignement, ce qui a permis d'offrir un large choix d'orientations d'études (11 options au 3e degré (5e et 6eannée).
Par ailleurs le projet d'établissement préconise une immersion professionnelle accrue par l'organisation renforcée de stages en différentes entreprises, milieux hospitaliers, scolaires, crèches...
Le choix des orientations (coiffure, esthétique, puériculture...) attire majoritairement un public féminin. Les principes d'éducation spécifiques à l'IPES Verviers sont donc liés à la valeur d'émancipation culturelle, sociale et personnelle de la jeune femme par le travail.

### Ses directeurs
- 1900 - 1918 : Madame E. Michel-Simonis
- 1918 - 1931 : Madame Baiwir
- 1931 - 1939 : Madame Hulot
- 1939 - 1948 : Mademoiselle Leruth
- 1948 - 1964 : Madame Seelenne-Deprez
- 1964 - 1984 : Madame Rachel Longrie
- 1984 - 1995 : Monsieur Guy Latour
- 1996 - 1998 : Madame Bernadette Daugimont
- 1999 - 2010 : Madame Anne Pirotte
- 2010 - 2011 : Monsieur Yves Dispa
- 2011 - 2016 : Monsieur Philippe Molitor
- 2016 - Madame Patricia Canei